# 东证资管
上海东方证券资产管理有限公司（又称：东方红资产管理、东证资管）成立于2010年7月28日，是中國首家获中国证监会批准设立的券商系资产管理公司，也是业内首家获得公募基金管理业务资格的券商资管公司。公司注册资本3亿元人民币，截至2020年12月31日，公司总资产人民币43.18亿元，净资产25.25亿元。
公司的前身是东方证券资产管理业务总部，1998年开始从事证券公司资产管理业务；2002年首批获得客户资产管理业务资格；2005年首批开展集合资产管理业务，发行东方红1号集合资产管理计划，并注册“东方红”品牌；2010年成为首家获中国证监会批准设立的券商系资产管理公司；随着公募基金业务牌照的放开，2013年成为业内首家获得公开募集证券投资基金管理业务资格的非基金管理类公司。
自2015年东方红资产管理发布首只百亿基金——东方红中国优势起，公司旗下多只产品相继出现一日即售罄。2017年5月23日，东方红内需增长单日销售95亿；9月19日开放申购的东方红睿丰，6小时内募超百亿；11月，三年期产品东方红睿玺一日募得178亿。
2020年3月16日，东方红资管增加旗下上海证券交易所上市基金扩位证券简称，将原证券简称中的“东证”改为“东方红”。
2021年东方红资管受托资产管理规模突破3000亿大关，上半年净收入排名券商资管第一，达18.67亿元，较去年上半年排名提升一位，同比增幅达69.49%。近七年股票投资主动管理收益率538.52%，近五年股票投资主动管理收益率206.21%，排名均位于行业首位。旗下固定收益类基金近五年绝对收益率28.22%，排名位于行业第十。